# 谷村海那
谷村 海那（たにむら かいな、1998年3月5日 - ）は、岩手県盛岡市出身のプロサッカー選手。Jリーグ・横浜F・マリノス所属。ポジションはフォワード、ミッドフィールダー。
実兄はサッカー選手の谷村憲一。

## 来歴
岩手・花巻東高校から国士舘大学に入学した谷村は、高校までのストライカーからボランチにポジションを変更。
当時は大型ボランチとして活躍。4年次には9アシストを記録し関東大学サッカー2部でアシストランキング2位となったが、Jクラブからのオファーは届かなかった。
2020年、唯一オファーのあった当時日本フットボールリーグ所属のいわきFCに加入。
いわきでの一年目途中でストライカーのポジションに再転向した。
二年目にチームはJFL初優勝、J3初昇格を果たしたが、谷村は主力として活躍できずベンチ外や途中出場が多かった。
三年目の2022年、食事面などを大きく見直したこともあり活躍。J3初優勝、J2初昇格に貢献。
2024年、38試合18得点を記録し、J2得点ランキング2位タイの結果を残した。
2025年いわきでの活躍が認められ、複数のJ1クラブが獲得に動いたが、7月6日にJ1リーグの横浜F・マリノスへ完全移籍で加入。J1デビュー戦となった第24節・名古屋グランパス戦、移籍したアンデルソン・ロペスの代わりにスタメン出場し、先制ゴールとなるJ1初得点を決めた。

## 所属クラブ
- グルージャ盛岡ジュニア (盛岡市立永井小学校)
- RENUOVENS OGASA FC
- 盛岡市立大宮中学校
- 2013年 - 2015年 花巻東高等学校
- 2016年 - 2019年 国士舘大学
- 2020年 - 2025年7月  いわきFC
- 2025年7月 -  横浜F・マリノス

## 個人成績
| 国内大会個人成績 | 国内大会個人成績 | 国内大会個人成績 | 国内大会個人成績 | 国内大会個人成績             | 国内大会個人成績 | 国内大会個人成績 | 国内大会個人成績 | 国内大会個人成績 | 国内大会個人成績 | 国内大会個人成績 | 国内大会個人成績 |
| 年度             | クラブ           | 背番号           | リーグ           | リーグ戦                     | リーグ戦         | リーグ杯         | リーグ杯         | オープン杯       | オープン杯       | 期間通算         | 期間通算         |
| 年度             | クラブ           | 背番号           | リーグ           | 出場                         | 得点             | 出場             | 得点             | 出場             | 得点             | 出場             | 得点             |
| 日本             | 日本             | 日本             | 日本             | リーグ戦                     | リーグ戦         | リーグ杯         | リーグ杯         | 天皇杯           | 天皇杯           | 期間通算         | 期間通算         |
| ---------------- | ---------------- | ---------------- | ---------------- | ---------------------------- | ---------------- | ---------------- | ---------------- | ---------------- | ---------------- | ---------------- | ---------------- |
| 2020             | いわき           | 17               | JFL              | 7                            | 2                | -                | -                | 2                | 1                | 9                | 3                |
| 2021             | いわき           | 17               | JFL              | 23                           | 5                | -                | -                | 1                | 1                | 24               | 6                |
| 2022             | いわき           | 17               | J3               | 29                           | 6                | -                | -                | -                | -                | 29               | 6                |
| 2023             | いわき           | 17               | J2               | 41                           | 7                | -                | -                | 1                | 0                | 42               | 7                |
| 2024             | いわき           | 17               | J2               | 38                           | 18               | 1                | 0                | 1                | 0                | 40               | 18               |
| 2025             | いわき           | 10               | J2               | 22                           | 8                | 0                | 0                | 1                | 1                | 23               | 9                |
| 2025             | 横浜FM           | 48               | J1               |                              |                  |                  |                  |                  |                  |                  |                  |
| 通算             | 日本             | 日本             | J1               | \|\|\|\|\|\|\|\|\|\|\|\|\|\| |                  |                  |                  |                  |                  |                  |                  |
| 通算             | 日本             | 日本             | J2               | 101                          | 33               | 1                | 0                | 3                | 1                | 105              | 9                |
| 通算             | 日本             | 日本             | J3               | 29                           | 6                | -                | -                | -                | -                | 29               | 6                |
| 通算             | 日本             | 日本             | JFL              | 30                           | 7                | -                | -                | 3                | 2                | 33               | 9                |
| 総通算           | 総通算           | 総通算           | 総通算           | 160                          | 46               | 1                | 0                | 6                | 3                | 167              | 49               |

出場歴
- Jリーグ初出場：2022年3月13日 J3第1節・鹿児島ユナイテッドFC戦（白波スタジアム）
- Jリーグ初得点：2022年7月2日 J3第15節・テゲバジャーロ宮崎戦（Jヴィレッジスタジアム）

## タイトル

### クラブ
いわきFC
- 日本フットボールリーグ (2021年)
- J3リーグ (2022年)

### 個人
- JPFAアワード 選手が選ぶJ2ベストイレブン：1回 (2024年)
- J2リーグベストイレブン (2024年)